# Cantón de Mayena-Oeste
El cantón de Mayena-Oeste era una división administrativa francesa, que estaba situada en el departamento de Mayenne y la región de Países del Loira.

## Composición
El cantón estaba formado por ocho comunas, más una fracción de la comuna que le daba su nombre:
- Alexain
- Contest
- Mayenne (fracción)
- Oisseau
- Parigné-sur-Braye
- Placé
- Saint-Baudelle
- Saint-Georges-Buttavent
- Saint-Germain-d'Anxure

## Supresión del cantón de Mayena-Oeste
En aplicación del Decreto nº 2014-209 de 21 de febrero de 2014, el cantón de Mayena-Oeste fue suprimido el 22 de marzo de 2015 y sus 9 comunas pasaron a formar parte; ocho del nuevo cantón de Mayena y una del nuevo cantón de Ambrières-les-Vallées.